# 1987、ある闘いの真実
『1987、ある闘いの真実』（いちきゅうはちなな、あるたたかいのしんじつ、原題：1987）は、2017年公開の韓国映画。1987年1月14日の学生運動家朴鍾哲拷問致死事件から6月民主抗争に至る大韓民国（韓国）の民主化闘争を様々な人物から描く群像劇。
韓国では2017年12月27日に公開され、1か月余りで観客動員数700万人を超えた。2018年8月29日時点で、上映スクリーン数1299、観客動員数723万1830人、興行収入5237万9028アメリカ合衆国ドルに達した。

## あらすじ
1987年1月、チョン・ドファン大統領による軍事政権下にあった韓国の警察施設（南営洞対共分室）内で、ソウル大学生パク・ジョンチョルが死亡する。警察所長パク・チョウォンは直ちに火葬するよう命じるが、死因に疑問を持ったソウル地検のチェ・ファンは遺体の解剖を命じた。警察は拷問の疑惑を否定するが、司法解剖の結果は「拷問による窒息死」とされ、チェ検事はその資料を秘かに新聞社に提供し事実が明るみに出る。パク所長ら当局は世間の批判をかわそうと、拷問の実行者以外の2名の刑事を逮捕し、刑を軽くする約束で収監した。
収監された刑務所には、民主化運動家のイ・ブヨンが収監されていて、内通者の看守ハン・ビョンヨンと協力しながら、刑務所内の情報を民主化活動家キム・ジョンナムに秘密裡に流していた。そして、ビョンヨンの姪のヨニはその橋渡しを手伝っていた。ある日ヨニは、学生デモと機動隊のせめぎ合いに巻き込まれてしまうが、大学生活動家のイ・ハニョルに助けられ彼に淡い恋心を抱く。その頃、獄中のイ・ブヨンは拷問事件の重要情報を入手し、ビョンヨンを通じてジョンナムに渡そうとするが、ビョンヨンはジョンナムに接触する前に逮捕され過酷な拷問を受けてしまう。
しかし、姪のヨニは叔父が所持するその情報を家で見つけ、ハニョルの助けを得て教会に潜伏していたジョンナムに渡し、更に民主化運動の大物であるキム・スンワン神父に託される。情報を入手したスンワン神父はミサの場で、拷問致死事件関係者の名前と、隠蔽工作など事件の真相を明らかにし、それら全てが報道されてパク所長ら関係者全員が逮捕された。
この事件解明を機に民主化運動は更に加熱するが、その矢先、デモに参加していたハニョルが機動隊の催涙弾を受けて重体に陥る。それを新聞で知ったヨニは思わず街に飛び出し、民主化運動の市民の輪に自ら加わり、バスの上から拳を振り上げるのだった。

## キャスト
朴処源（パク・チョウォン） 所長
演 - キム・ユンソク、日本語吹替 - 山路和弘
内務部治安本部対共捜査所長。脱北者。
崔桓（チェ・ファン）検事
演 - ハ・ジョンウ、日本語吹替 - 内田夕夜
ソウル地検公安部長。
ハン・ビョンヨン
演 - ユ・ヘジン、日本語吹替 - 小野健一
永登浦刑務所看守。
ヨニ
演 - キム・テリ、日本語吹替 - 早見沙織
延世大学新入生。ハン・ビョンヨンの姪。
李韓烈（イ・ハニョル）
演 - カン・ドンウォン、日本語吹替 - 野島裕史
延世大学生。
朴鍾哲（パク・ジョンチョル）
演 - ヨ・ジング、日本語吹替 - 阿部大樹
ソウル大学生。警察による拷問で死亡。
キム・ジョンナム（김정남）
演 - ソル・ギョング、日本語吹替 - 咲野俊介
民主化運動家。民主化運動で指名手配され、逃亡中。
趙漢慶（チョ・ハンギョン）
演 - パク・ヒスン、日本語吹替 - 辻井健吾
対共捜査所班長。
尹相参（ユン・サンサム）
演 - イ・ヒジュン、日本語吹替 - 中村和正
東亜日報社会部記者。
李富栄（イ・ブヨン）
演 - キム・ウィソン
元東亜日報記者。5・3仁川事態で逮捕され、収監中。
金勝勲
演 - チョン・インギ
神父、民主化運動家、カトリック正義具現全国司祭団代表。
咸世雄
演 - イ・ファリョン
神父、民主化運動家、カトリック正義具現全国司祭団ソウル大教区広報局長。
姜玟昌（カン・ミンチャン）
演 - ウ・ヒョン
内務部治安本部長。
張世東（チャン・セドン）
演 - ムン・ソングン
国家安全企画部長。当時の韓国大統領・全斗煥の最側近で、数々の政治工作に関与した軍人出身の政治家。
※上記の登場人物のうち、ハン・ビョンヨンは実在の複数の人物を組み合わせたキャラクター、ヨニは架空の人物、その他は実在の人物である。

## スタッフ
- 監督：チャン・ジュナン（朝鮮語版）
- 脚本：キム・ギョンチャン
- 脚色：キム・ギョンチャン、イ・ウジョン、チャン・ジュナン
- 制作：イ・ウジョン
- プロデューサー：チャン・ヨンファン
- 助監督：キム・スンハン、キム・ミンソン
- 撮影：キム・ウヒョン（C.G.K）
- 照明：キム・スンギュ
- 同時録音：チョン・グァンホ
- 美術：ハン・アルム
- 衣装：チェ・ギョンファ、イ・ウニ
- メイク：ファン・ヒョング、キム・チョンジャ
- 武術：パク・ヨンシク、チョン・ソンホ
- 特殊効果：パク・ヨソプ
- 特殊メイク：クァク・テヨン、ファン・ヒョギュン
- 編集：ヤン・ジンモ
- 音楽：キム・テソン
- サウンド：キム・ソクウォン
- 視覚効果：ホン・ジョンホ
- デジタル色補正：カン・サンウ
- 製作会社：友情フィルム、映画社ヨンドゥ
- 提供・配給：CJエンタテインメント
- 字幕翻訳：小寺由香
- 吹替翻訳：田辺佳子
- 吹替演出：市来満

## 受賞

### 2017年度
- 第39回青龍映画賞：最優秀作品賞
- 第39回青龍映画賞：主演男優賞（キム・ユンソク）
- 第39回青龍映画賞：撮影照明賞（キム・ウヒョン、キム・スンギュ）
- 第54回百想芸術大賞：映画部門 大賞
- 第54回百想芸術大賞：シナリオ賞（キム・ギョンチャン）
- 第54回百想芸術大賞：映画部門 男性最優秀演技賞（キム・ユンソク）
- 第54回百想芸術大賞：映画部門 男性助演賞（パク・ヒスン）
- 第55回大鐘賞：企画賞（イ・ウジョン）
- 第55回大鐘賞：監督賞（チャン・ジュナン）
- 第27回釜日映画賞：撮影賞（キム・ウヒョン）
- 第38回韓国映画評論家協会賞：最優秀作品賞
- 第38回韓国映画評論家協会賞：ヨンピョン11選
- 第38回黄金映画賞：最優秀作品賞
- 第38回黄金撮影賞：監督賞（チャン・ジュナン）
- 第38回黄金撮影賞：最優秀主演男優賞（キム・ユンソク）
- 第18回ディレクターズ・カット・アワード：今年の監督賞（チャン・ジュナン）
- 第18回ディレクターズ・カット・アワード：今年の脚本賞（キム・ギョンチャン）
- 第18回ディレクターズ・カット・アワード：今年の特別言及
- 第9回今年の映画賞：作品賞
- 第9回今年の映画賞：監督賞（チャン・ジュナン）
- 第5回韓国映画制作者協会賞：最優秀作品賞
- 題5回韓国映画制作者協会賞：脚本賞（キム・ギョンチャン）
- 第20回ウーディネ極東映画祭：観客賞（チャン・ジュナン）
- 第20回ウーディネ極東映画祭：ブラックドラゴン観客賞（チャン・ジュナン）
- 第17回ニューヨーク・アジア映画祭：アジアスター賞（キム・ユンソク）
- 第13回パリ韓国映画祭：長編映画部門 作品賞